# Weißpriach
Weißpriach és un dels 15 municipis del districte de Tamsweg (Lungau), a l'estat de Salzburg a Àustria. Es troba en una vall de la serra de Niedere Tauern.

## Geografia
El territori municipal s'estén fins al peu sud del Niedere Tauern als Alps orientals centrals. La carena de la muntanya al nord forma la frontera natural amb el districte de Sankt Johann im Pongau i amb la ciutat de Schladming a Estiria.
Weißpriach es troba al sud de la carena principal del Schladminger Tauern, que al seu torn forma part del Niedere Tauern, a la vall del Lonka (“El tort”). Aquest desemboca al sud de Taurach, afluent del Mur. La vall s'obre al sud-est i està revestida per serralades que arriben fins als 2.000 m dins la principal carena alpina, i fins itot estan clarament per sobre (Hundstein : 2614 m, Großes Gurpitscheck: 2526 m, Vetternspitzen : 2524 m, Lungauer Kalkspitze : 2471 m, Zinkwand : 2442 m).

### Districtes
La ciutat de Weißpriach està dividida en cinc districtes, que representen llogarets individuals. En entrar a la vall, el primer a l'esquerra és St. Rupert (⊙), on també hi ha l'església local del mateix nom. Abans d'entrar al nucli urbà amb l'oficina municipal i l'escola primària local Am Sand (⊙), es troba al flanc dret de la vall de Sonndörfl (⊙) i Schwaig (⊙); Hinterweißpriach (⊙) té, encara més que els altres districtes, el caràcter d'un assentament dispers i es troba, com el seu nom indica, més enrere a la part habitada de la vall. Dos altiplans plens de pastures alpines: el Hinterlahn (darrere del pont de Lahn a 1274 m) i el Lanschfeld (1700 m - 1800 m) - formen el Weißpriachtal més enrere cap a Pongau fins a la frontera del districte a Oberhüttensattel, i cap a Schladming, el Znachtal s'eleva fins al Znachsattel, on hi ha la frontera estatal amb Estiria. L'accés a aquestes zones amb vehicle és molt limitat.

## Història

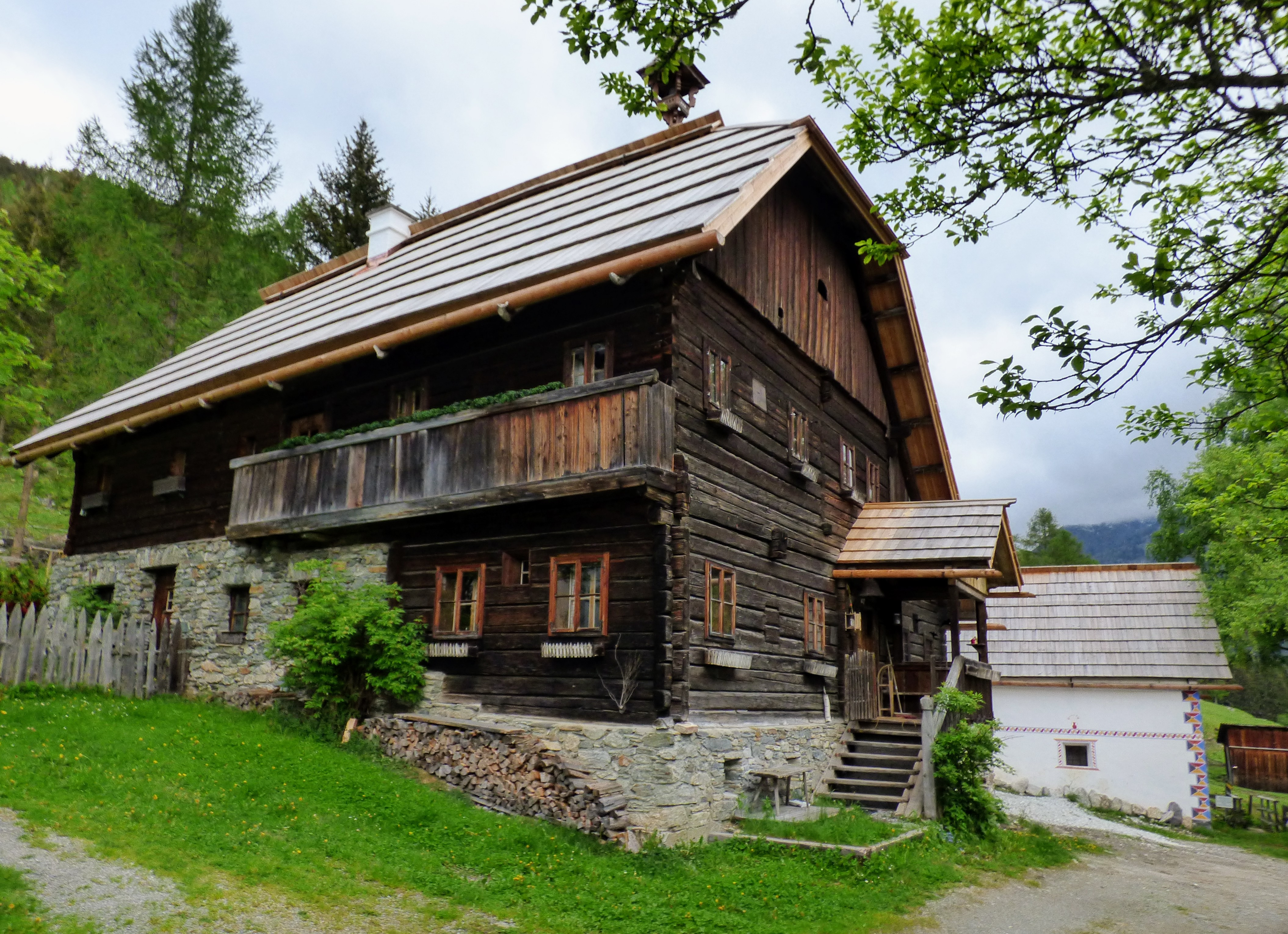
Messnerhaus, St Rupert

El poble és un dels més antics de la regió, ja que data de l'època de la cristianització de la zona alpina. Al voltant de l'any 570 dC, els eslaus es van establir en els terrenys del que avui és el municipi. El nom de Weißpriach, significa "arribar a les altures", ja q està en una vall a més de 1000m d'altura. Weißpriach és coneguda per l'església romànica de Sant Rupert amb els seus frescos bizantins. Els fonaments probablement daten de la cristianització sota el domini del duc Tassiló III de Baviera cap a l'any 750 i poden haver substituït un temple romà. Els senyors de Weißpriach van exercir el paper de ministres episcopals; el 1461 el seu descendent Burkhard Weisbriach va ser elegit arquebisbe. El castell va ser destruït pels mercenaris de Mathias Corvinus el 1485 ; la família noble es va extingir finalment el 1571.

### Desenvolupament de la població
Després d'una decadència a finals del segle XIX La població ha augmentat de manera constant des de 1900 (amb un descens a curt termini de 8 % entre 1910 i 1923, així com al voltant de l'1 % del 1951 al 1961) i va assolir un màxim de 338 el 1991. Després, malgrat un balanç de natalitat positiu, la població va tornar a caure a causa de la forta emigració. 

## Cultura i vistes

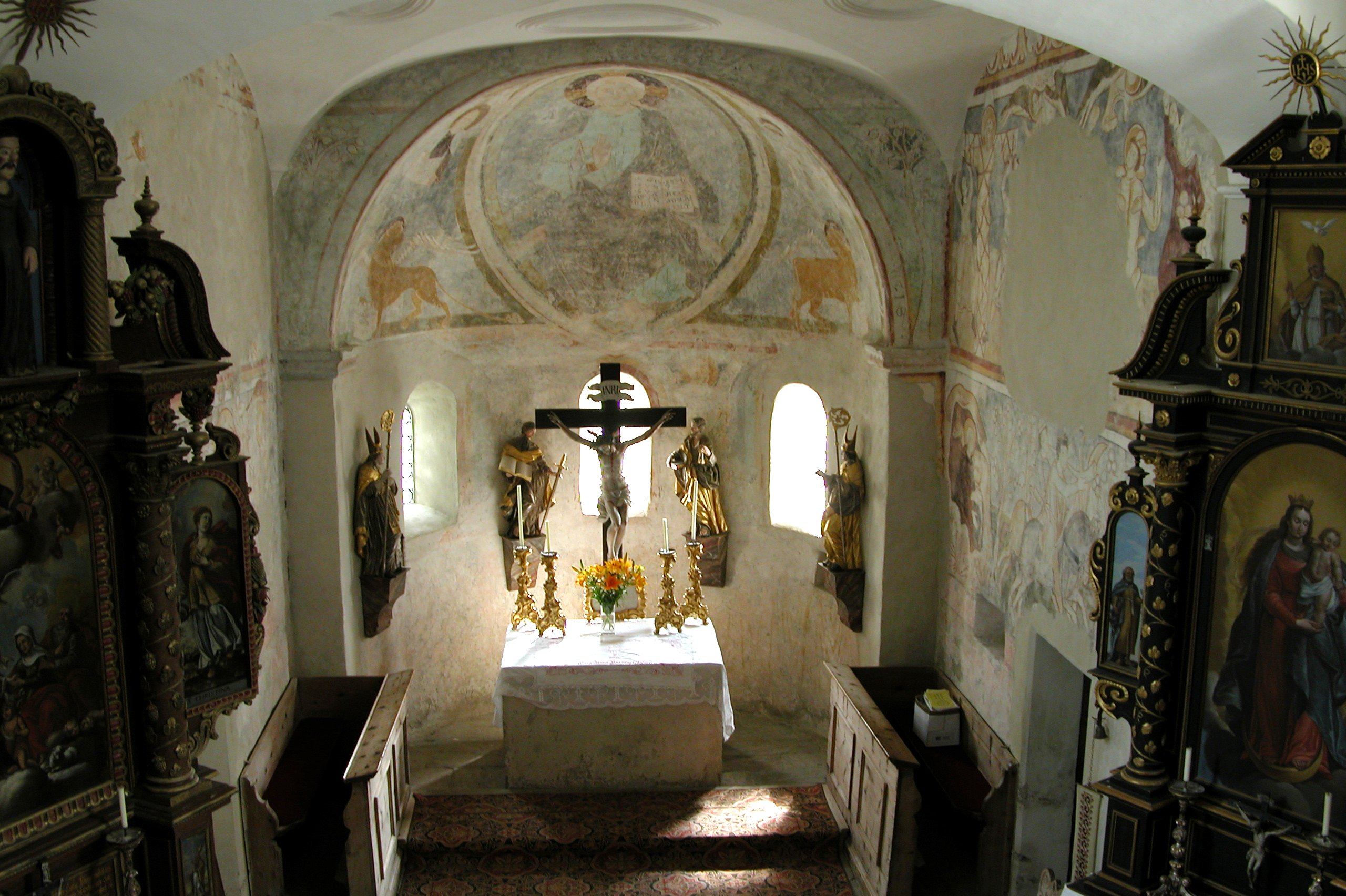
Interior amb pintures absisals

- Castell de Weißpriach A l'edat mitjana central, el castell de Weißpriach va ser un important bastió de l'arquebisbat de Salzburg. El castell va ser destruït pels mercenaris de Mathias Corvinus el 1485[1]
- Prop de l'antiga fortalesa hi ha l'església romànica de Saint-Rupert, els fonaments que la protegeixen daten del segle XI. L'interior conserva frescos bizantins de 1050 a 1200.L'església de St.Rupert és una de les esglésies més antigues de l'estat de Salzburg. La petita església de Weißpriach alberga meravellosos frescos romànics dels segles XI i XII. L'estàtua de St. Leonhard sosté una cadena tallada en una sola peça. L'identifica com el patró del bestiar i dels cavalls.[1]

## Economia i infraestructures
Amb diferència, les indústries predominants són l'agricultura, la silvicultura i el turisme. El nombre de pernoctacions va augmentar de 23.000 el 2011 a 45.000 el 2020. Les estacions d'estiu i d'hivern són igualment fortes.

### Trànsit
- Carretera: Weißpriach està connectada amb les ciutats més grans del Lungau (Mariapfarr, Tamsweg) per una carretera estatal, que també és servida per una línia d'autobús de transport públic local.

## Política

### Consell Municipal
El consell municipal té un total de 9 membres.
- Amb les eleccions al consell municipal i a l'alcaldia a Salzburg el 2004, el consell municipal va tenir la distribució següent: 6 ÖVP i 3 FPÖ.[4]
- Amb les eleccions al consell municipal i a l'alcaldia de Salzburg el 2009, el consell municipal va tenir la distribució següent: 5 ÖVP, 2 FPÖ i 2 SPÖ.[4]
- Amb les eleccions al consell municipal i a l'alcaldia a Salzburg el 2014, el consell municipal va tenir la distribució següent: 4 FPÖ, 3 ÖVP i 2 SPÖ.[5]
- Amb les eleccions al consell municipal i a l'alcaldia a Salzburg el 2019, el consell municipal té la distribució següent: 4 ÖVP, 3 FPÖ i 2 SPÖ.[6]

### Alcaldes històrics
- 1983–1989 Franz Palffy (ÖVP)[7]
- 1989–2006 Hermann Bogensperger (ÖVP)[8]
- des de 2006 Peter Bogensperger (ÖVP)[9]

El blasó de l'escut municipal diu:
“En un escut dividit a la dreta d'or, a l'esquerra mig i dos punts negres sencers; deixat sol negre".
Correspon a l'escut familiar de la família Weißpriach.

## Personalitats
- Burkhard von Weißpriach, arquebisbe de Salzburg i cardenal al segle XV.